# Pacifique
Pacifique è il quarto album in studio pubblicato dal gruppo Deep Forest. L'album viene commercializzato nel 2000.

## Tracce
1. Pacifique – 3:47
2. La Légende Part 2 – 4:04
3. Night Village – 4:10
4. Le Réveil De Barnabé Part 1 – 1:07
5. La Révolte – 4:27
6. Le Basier – 2:30
7. Ouverture Huahiné – 5:06
8. L'lle Invisible – 1:45
9. La Legende Part 1 (French Edition Bonus Track) – 0:46
10. Exécution – 4:26
11. Le Réveil De Barnabé Part 2 – 3:20
12. Moon Light – 3:21
13. Téfaora Ne Croit Pas À La Légende – 1:10
14. La Veuve Furieuse – 3:34
15. Huahiné Reggae – 6:01
16. Huahiné Reggae Part 2 (Japanese Edition Bonus Track) – 2:05

L'edizione giapponese contiene anche funzionalità multimediali.